# Gneisenaustraße (metropolitana di Berlino)
Gneisenaustraße è una stazione della metropolitana di Berlino che serve la linea U7. La stazione fu inaugurata nel 1924 e creata dall'architetto svedese Alfred Grenander. Nel 1945 rimase chiusa pochi mesi, mentre tra il 1967 e il 1968 la stazione è stata ampliata. Tuttavia a causa di queste modifiche la stazione ha perso l'aspetto iniziale che aveva programmato Grenander.
La stazione prende il nome da August von Gneisenau, un feldmaresciallo prussiano del XVIII secolo.

## Servizi
La stazione dispone di:
- Scale mobili